# За творами О. П. Довженка (срібна монета)
«За тво́рами О. П. Довже́нка» — срібна ювілейна монета номіналом 20 гривень, випущена Національним банком України. Присвячена 120-річчю від дня народження Олександра Петровича Довженка, який увійшов в історію української та світової культури як фундатор української національної школи кінематографії, геніальний кінорежисер, самобутній письменник, художник, а його кінокартина «Земля» — до 12 найкращих світових кінострічок.
Монету було введено в обіг 22 серпня 2014 року. Вона належить до серії «Духовні скарби України».

## Опис та характеристики монети
| Номінал грн. | Метал            | Маса, грам   | Діаметр, мм. | Якість виготовлення       | Гурт                           | Тираж, штук |
| ------------ | ---------------- | ------------ | ------------ | ------------------------- | ------------------------------ | ----------- |
| 20           | срібло 925 проби | 62,2 / 67,25 | 50,0         | спеціальний анциркулейтед | гладкий із заглибленим написом | 2 000       |

### Аверс
На аверсі монети розміщено: угорі малий Державний Герб України, напис півколом «НАЦІОНАЛЬНИЙ БАНК УКРАЇНИ», під яким праворуч — рік карбування монети «2014»; стилізовану композицію: на кіноплівці — кадри з фільмів «Земля», «Повість полум'яних літ», «Звенигора»; унизу номінал — «20 ГРИВЕНЬ».

### Реверс
На реверсі монети зображено: портрет Олександра Довженка (ліворуч), напис «ОЛЕКСАНДР ДОВЖЕНКО» (по діагоналі), на тлі кіноплівки роки життя — «1894/1956» (праворуч), угорі — стилізованих птахів, що уособлюють поетичні мрії художника.

## Автори

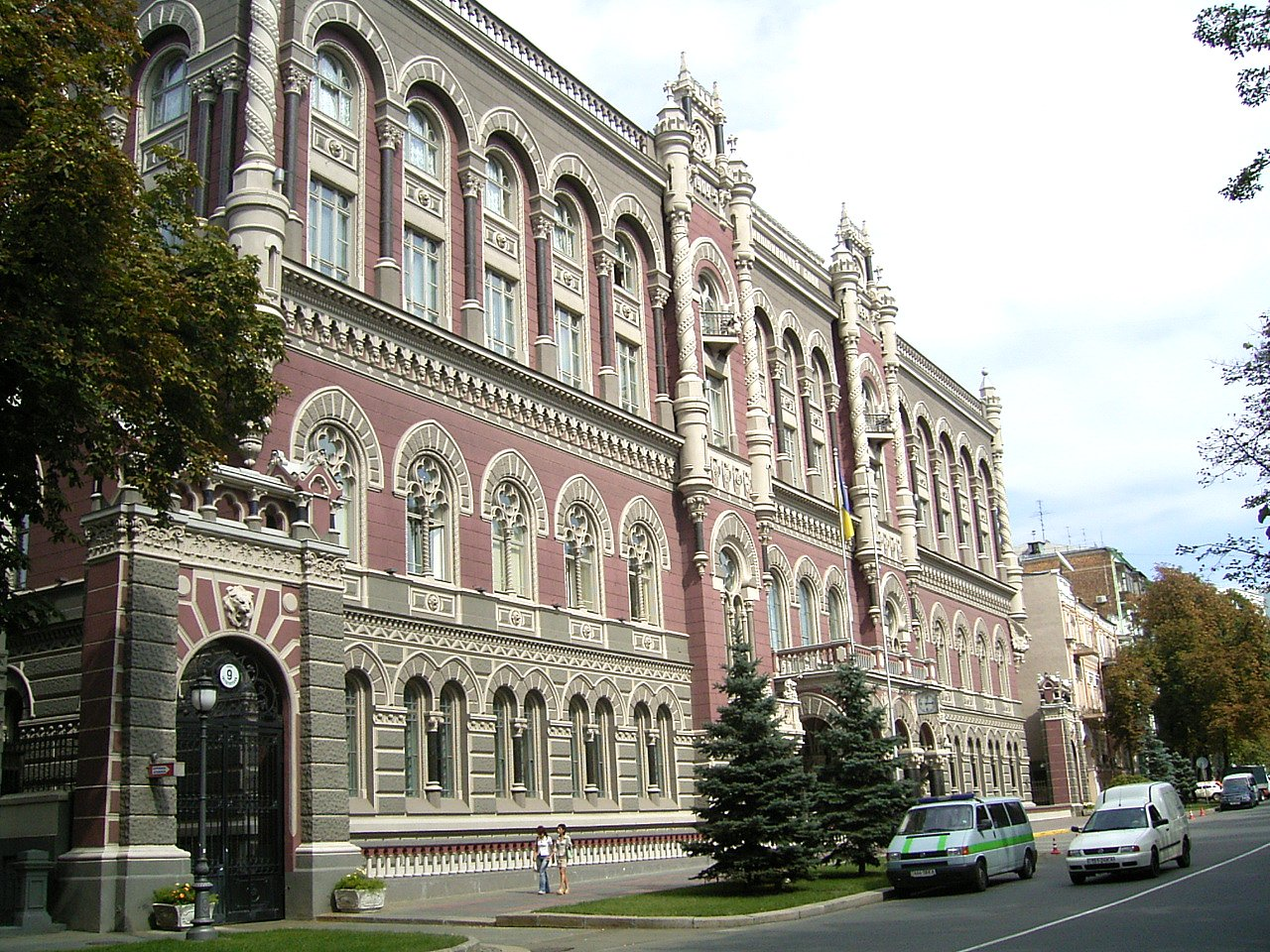
Будівля Національного банку України

- Художники: Таран Володимир, Харук Олександр, Харук Сергій (аверс); Фандікова Наталія (реверс).
- Скульптори: Дем'яненко Володимир, Дем'яненко Анатолій.

## Вартість монети
Ціна монети — 1085 гривень, була вказана на сайті Національного банку України у 2015 році.
Фактична приблизна вартість монети, з роками змінювалася так:
| Рік        | 2015  | 2016  | 2017  | 2018  | 2019  | 2020  | 2021  | 2022  | 2023  | 2024  | 2025  |
| ---------- | ----- | ----- | ----- | ----- | ----- | ----- | ----- | ----- | ----- | ----- | ----- |
| Ціна, грн. | 1 400 | 1 850 | 2 000 | 2 000 | 2 000 | 1 750 | 3 350 | 3 200 | 4 100 | 7 100 | 7 700 |